# Vincent Duggleby
Charles Vincent Anstey Duggleby (23 de enero de 1939 – 7 de junio de 2024) fue un presentador británico de la serie de finanzas personales de larga duración en BBC Radio 4, Money Box hasta 2014. Un experto en papel moneda del Reino Unido, Duggleby publicó una obra de referencia sobre el tema que ahora está en su 10ª edición.

## Carrera
Duggleby fue miembro de la división de noticias de BBC Sport de 1963 a 1970, donde también presentó Sports Session y Sports Report en BBC Radio. En los años 70 fue subeditor de noticias para BBC Radio 4 trabajando en News Desk y The World Tonight y luego editor de la Unidad Financiera de la BBC. En 1974 encargó The Financial World Tonight y en 1977, reconociendo que los asuntos de finanzas personales eran pasados por alto por los medios, lanzó Money Box. Fue presentador regular en Money Box entre 1981 y 2014 y en 1990 lanzó Money Box Live.

## Vida personal
Duggleby se casó con Elizabeth Frost en Totnes, al sur de Devon, en 1964. Tuvieron dos hijas (nacidas en 1966 y 1968). Su hija mayor ha trabajado para BBC News. Vivió en Torquay. En los 2005 New Year Honours fue nombrado Miembro de la Orden del Imperio Británico por sus servicios a los Servicios Financieros. Duggleby murió el 7 de junio de 2024, a la edad de 85 años.

## Publicaciones
- English Paper Money, 1975
- Making the Most of Your Money